# Carl Lotus Becker
Carl Lotus Becker (* 7. September 1873 in Waterloo, Iowa; † 10. April 1945 in Ithaca, New York) war ein US-amerikanischer Historiker und Hochschullehrer.

## Biografie
Nach dem Schulbesuch studierte er zunächst an der University of Wisconsin und schloss dieses Studium 1896 mit einem Bachelor of Letters (B.Litt.) ab. Nach einem postgradualen Studium an der Columbia University, das er mit einem Doctor of Letters (D.Litt.) beendete, wurde er 1899 zunächst Lehrer für Geschichte und Politikwissenschaften am Pennsylvania State College und dann 1901 Professor am Dartmouth College. Daran schloss sich von 1902 bis 1916 eine Professur an der University of Kansas an.
Zwischenzeitlich erwarb er 1907 einen Philosophiae Doctor (Ph.D.) an der University of Wisconsin mit einer Dissertation zum Thema The History of Political Parties in the Province of New York. Zuletzt war er nach einer anschließenden kurzen Tätigkeit als Professor für die Geschichte Europas an der University of Minnesota von 1917 bis zu seiner Emeritierung 1941 als Professor an der Cornell University tätig.
Daneben war er sowohl Mitglied der American Academy of Arts and Sciences (1923 gewählt), der American Academy of Arts and Letters (1933 gewählt) als auch der American Historical Association, deren Präsident er von 1931 bis 1932 war. Der American Philosophical Society gehörte er seit 1936 als gewähltes Mitglied an.

## Veröffentlichungen
Neben seiner Lehrtätigkeit verfasste er auch mehrere Fachbücher, die sich neben der Geschichte der Vereinigten Staaten mit der Geschichte der Philosophie des 18. Jahrhunderts befassten. Zu seinen bedeutendsten Veröffentlichungen gehören:
- The Beginnings of the American People (1915)
- The Eve of the Revolution (1918)
- The Declaration of Independence (1922)
- The Heavenly City of the Eighteenth Century Philosophers (1932)
- Everyman His Own Historian (1935)
- How New Will the Better World Be? A Discussion of Post-War Reconstruction (1944)
  - Deutsch: Die Welt von morgen. Eine Übersicht über die Probleme des Wiederaufbaus nach dem Kriege (1944)

## Zitate
- „All historians, even the most scientific, have bias, if in no other sense than the determination not to have any.“ (Alle Historiker, selbst die Wissenschaftlichsten, haben Tendenzen, und wenn nur im Sinne, dass deren Bestimmungen keine haben)
- „Generally speaking, men are influenced by books which clarify their own thought, which express their own notions well, or which suggest to them ideas which their minds are already predisposed to accept.“ (Allgemein gesprochen werden Männer beeinflusst durch Bücher, welche deren eigene Gedanken aufklären, welche deren eigene Vorstellungen gut ausdrücken, oder welche ihnen Ideen vorschlagen, welche deren Verstand bereits geneigt sind anzunehmen)
- „My own mind is my own church.“ (Mein eigener Verstand ist meine eigene Kirche)[3]